# Championnat de France de baseball Division 2 2013
Navigation
2014
Le Championnat de France de baseball Division 2 2013 rassemble 6 équipes qui s'affrontent pour accéder à la Division 1 du baseball français. C'est la première saison de cette nouvelle division qui s'intercale entre l'ancienne Élite (maintenant Division 1) et la Nationale 1.
| \| Pessac Montigny-le-Bretonneux Dunkerque Vauréal Chartres Ermont \| Localisation des clubs engagés dans le championnat. |
| Pessac Montigny-le-Bretonneux Dunkerque Vauréal Chartres Ermont                                                           |

## Déroulement
La saison régulière se déroule sur 10 journées, soit 20 matches par équipe. Les 4 premiers de la saison régulière s'affrontent lors des séries éliminatoires. Le 1e affronte le 4e et le 2e le 3e au meilleur des cinq rencontres en 1/2 de finale. Les vainqueurs s'affrontent pour le titre dans une finale au meilleur des 5 matchs, le vainqueur est champion et disputera le barrage de montée face au perdant du play-down de la 1e division.
Pour la relégation, les 5e et 6e se rencontrent dans un match de maintien au meilleur des 3 matchs. Le vainqueur se maintient en 2e division, alors que le perdant doit affronter le champion de la nationale 1 dans un match de barrage pour un maintien en 2e division.

## Clubs
Pour sa première saison, la Division 2 est constituée des équipes qualifiées à la play-off de la Nationale 1 2012. Les Indians de Boé-Bon-Encontre renoncent à leur participation et sont remplacés par les Expos d'Ermont. L'équipe réserve des Barracudas de Montpellier renonce aussi à ce championnat.
Les Panthères de Pessac sont reléguées de l'Élite 2012. Les French Cubs de Chartres, vainqueurs de la Nationale 1 2012, ont renoncé à la montée en Division 1 et accèdent à la Division 2.
Clubs de l'édition 2013 :
| Equipe                  | Ville                             | Stade                   | Capacité           |
| ----------------------- | --------------------------------- | ----------------------- | ------------------ |
| French Cubs de Chartres | Chartres (Eure-et-Loir)           | Terrain de Gellainville |                    |
| Korvers de Dunkerque    | Dunkerque (Nord)                  | Stade des Maraîchers    |                    |
| Cougars de Montigny     | Montigny-le-Bretonneux (Yvelines) | Stade Jean-Maréchal     | 350 places assises |
| Panthères de Pessac     | Pessac (Gironde)                  | Stade Romainville       |                    |
| Squales de Vauréal      | Vauréal (Val-d'Oise)              |                         |                    |
| Expos d'Ermont          | Ermont (Val-d'Oise)               |                         |                    |

## Saison régulière

### Matchs
| Résultats (▼dom., ►ext.)                                   | CHA       | DUN       | MON        | PES       | VAU       | ERM        |
| Chartres French Cubs                                       |           | 6-3 0-6   | 6-8 9-3    | 11-0 13-3 | 9-3 20-14 | 10-2 4-7   |
| Dunkerque Korvers                                          | 2-4 4-3   |           | 5-17 2-15  | 2-12 6-7  | 6-2 6-3   | 9-3 12-7   |
| Montigny Cougars                                           | 4-17 6-1  | 7-5 5-7   |            | 15-4 13-3 | 9-3 8-4   | 5-6 11-8   |
| Pessac Panthères                                           | 3-5 6-11  | 9-0       | 19-0 4-6   |           | 27-7 17-5 | 13-2 5-3   |
| Squales de Vauréal                                         | 13-8 4-15 | 7-8 25-15 | 12-8 11-12 | 8-7 5-6   |           | 15-5 10-27 |
| Ermont Expos                                               | 7-9 3-13  | 6-7 6-2   | 0-10 4-5   | 4-5 10-12 | 19-3 16-6 |            |
| - Victoire à domicile - Match nul - Victoire à l'extérieur |           |           |            |           |           |            |

Source : ffbsc.org (fr)

### Classement
| Pl. | Équipe                 | J  | V  | D  | %    |
| --- | ---------------------- | -- | -- | -- | ---- |
| 1   | Chartres (P)           | 20 | 14 | 6  | .700 |
| 2   | Montigny (P)           | 20 | 14 | 6  | .700 |
| 3   | Pessac (R)             | 20 | 12 | 8  | .600 |
| 4   | Dunkerque (P)          | 20 | 9  | 11 | .450 |
| 5   | Ermont (P)             | 20 | 6  | 14 | .300 |
| 6   | Squales de Vauréal (P) | 20 | 5  | 15 | .200 |

|  | Qualifications                                                |
|  | Barrage pour la relégation en Nationale 1                     |
|  | (P) : Promus de la Nationale 1 (R) : Relégué de la Division 1 |

## Play-off
Les quatre premiers de la saison régulière sont qualifiés pour les play-off. Toutes les rencontres se jouent en série au meilleur des cinq matchs.

### 1/2 finales et finale
| Match | Date        | Recevant  | Visiteur  | Score  |
| ----- | ----------- | --------- | --------- | ------ |
| 1     | 24 août     | Dunkerque | Chartres  | 3 - 17 |
| 2     | 25 août     | Dunkerque | Chartres  | 2 - 1  |
| 3     | 31 août     | Chartres  | Dunkerque | 4 - 3  |
| 4     | 1 septembre | Chartres  | Dunkerque | 5 - 4  |

| Match | Date         | Recevant | Visiteur | Score  |
| ----- | ------------ | -------- | -------- | ------ |
| 1     | 7 septembre  | Pessac   | Montigny | 7 - 5  |
| 2     | 8 septembre  | Pessac   | Montigny | 6 - 5  |
| 3     | 14 septembre | Montigny | Pessac   | 13 - 2 |
| 4     | 15 septembre | Montigny | Pessac   | 12 - 2 |
| 5     | 15 septembre | Montigny | Pessac   | 5 - 6  |

| Match | Date         | Recevant | Visiteur | Score  |
| ----- | ------------ | -------- | -------- | ------ |
| 1     | 21 septembre | Pessac   | Chartres | 3-10   |
| 2     | 22 septembre | Pessac   | Chartres | 3-15   |
| 3     | 28 septembre | Chartres | Pessac   | 12 - 0 |

* L'équipe avec l'avantage terrain en finale est celle qui est le mieux classée en saison régulière.

### Récompenses
Voici les joueurs récompensés à l'issue de la finale:
- MVP:
- Meilleur lanceur:
- Meilleur frappeur:

## Play-down
Les deux derniers jouent un barrage dont le perdant joue le maintien face au Champion de France de Nationale 1. Toutes les rencontres se jouent en série au meilleur des cinq matchs.
| Match | Date        | Recevant | Visiteur | Score   |
| ----- | ----------- | -------- | -------- | ------- |
| 1     | 31 août     | Vauréal  | Ermont   | 12 - 11 |
| 2     | 1 septembre | Vauréal  | Ermont   | 16 - 2  |
| 3     | 7 septembre | Ermont   | Vauréal  | 5 - 2   |
| 4     | 8 septembre | Ermont   | Vauréal  | 16 - 0  |
| 5     | 8 septembre | Ermont   | Vauréal  | 6 - 20  |

| Match | Date       | Recevant | Visiteur | Score   |
| ----- | ---------- | -------- | -------- | ------- |
| 1     | 5 octobre  | Rennes   | Ermont   | 11 - 9  |
| 2     | 6 octobre  | Rennes   | Ermont   | 19 - 11 |
| 3     | 12 octobre | Ermont   | Rennes   |         |
| 4     | 13 octobre |          |          |         |
| 5     | 13 octobre |          |          |         |

## Classement final
| Pl. | Équipe |
| --- | ------ |
| 1   |        |
| 2   |        |
| 3   |        |
| 4   |        |
| 5   |        |
| 6   |        |

| Légende : Qualifications et relégations | Légende : Qualifications et relégations                       |
| --------------------------------------- | ------------------------------------------------------------- |
|                                         | Barrage de montée en Division 2                               |
|                                         | Barrage de relégation en Nationale 1                          |
|                                         | (P) : Promus de la Nationale 1 (R) : Relégué de la Division 1 |